# Rini Verwest
Rini Verwest (Zierikzee, 5 oktober 1965) is een Nederlands voormalig voetballer die als aanvaller speelde.

## Clubcarrière
Verwest begon bij VV Zierikzee. Hij gold als een talent en werd geselecteerd voor jeugdselecties van de KNVB en stond in de belangstelling van verschillende profclubs. In 1983 ging hij naar Roda JC. Verwest kwam tot vijftien wedstrijden in de Eredivisie. Nadat hij in 1986 een verlaagde aanbieding van Roda JC kreeg, keerde hij terug bij Zierikzee. Verwest speelde nog tot 1993 in het Zeeuwse amateurvoetbal en werd nadien trainer van onder andere S.V. Hoedekenskerke.